# Barbara Warda
Barbara Warda, znana także jako Barbara Wardzianka, ps. „Stara” (ur. 24 maja 1912 w Warszawie, zm. 27 lutego 1999 tamże) – polska pielęgniarka i lekarka, przez większą część kariery zawodowej związana ze Szpitalem Wolskim w Warszawie, żołnierz Armii Krajowej, uczestniczka powstania warszawskiego.

## Życiorys

### Młodość i edukacja
Urodziła się 24 maja 1912 roku w Warszawie, w rodzinie Wincentego Wardy i Malwiny z Mackiewiczów. W latach dziecięcych i młodzieńczych mieszkała z rodzicami w Kutnie. W 1931 roku ukończyła gimnazjum im. Tadeusza Kościuszki w Gostyninie.
Od 1936 uczyła się w Warszawskiej Szkole Pielęgniarstwa (dyplom 1939). Planowała po jej ukończeniu podjąć pracę w Zakopanem, gdzie mieszkała jej rodzina. Wiosną 1939 roku dyrektor Szpitala Wolskiego dr Józef Marian Piasecki zwrócił się jednak do kierownictwa szkoły o wytypowanie dwóch najlepszych absolwentek z promocji 1939, które mogłyby zostać zatrudnione w kierowanej przez niego placówce. Jedną z zarekomendowanych była Barbara Warda. 1 kwietnia 1939 roku podjęła pracę w Szpitalu Wolskim jako instrumentariuszka i kierowniczka sali operacyjnej.

### Działalność konspiracyjna
We wrześniu 1939 roku pozostała w oblężonej Warszawie. Wraz z innymi pracownikami Szpitala Wolskiego niosła pomoc rannym żołnierzom oraz cywilnym ofiarom niemieckich nalotów i ostrzału artyleryjskiego.
Podczas okupacji zaangażowała się w działalność konspiracyjną w szeregach służb sanitarnych Armii Krajowej. Przyjęła pseudonim „Stara”. Szkoliła sanitariuszki AK podczas tajnych kursów organizowanych w Szpitalu Wolskim. Brała udział w akcji uwolnienia Stanisława Miedzy-Tomaszewskiego, którego przewieziono z Pawiaka do Szpitala Wolskiego, a następnie upozorowano jego zgon podczas rzekomej operacji. Gdy w lutym 1944 roku do Szpitala Wolskiego przywieziono ciężko rannego Bronisława Pietraszewicza ps. „Lot”, dowódcę akcji „Kutschera”, była jednym z wtajemniczonych medyków, którzy podjęli bezskuteczną próbę uratowania jego życia.
W 1943 roku rozpoczęła studia lekarskie na konspiracyjnym Uniwersytecie Ziem Zachodnich.

### Powstanie warszawskie

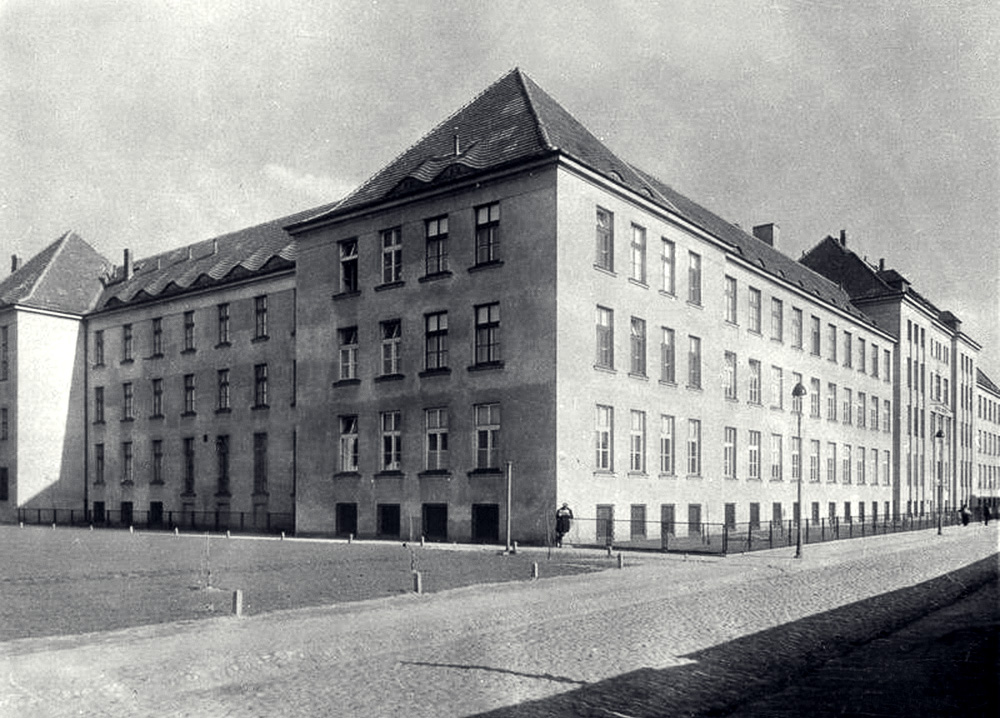
Gmach Szpitala Wolskiego przy ul. Płockiej 26 (obecnie siedziba Instytutu Gruźlicy i Chorób Płuc)

1 sierpnia 1944 roku wybuchło powstanie warszawskie. Pięć dni później oddziały SS i policji niemieckiej dowodzone przez SS-Gruppenführera Heinza Reinefartha rozpoczęły eksterminację mieszkańców Woli. Wtargnąwszy do Szpitala Wolskiego, Niemcy zamordowali  dyrektora Piaseckiego, prof. Janusza Zeylanda i szpitalnego kapelana ks. Kazimierza Ciecierskiego. Pozostałych Polaków wypędzono z gmachu i pognano w kierunku hal warsztatów kolejowych przy ul. Moczydło. W pewnym momencie z kolumny wyciągnięto lekarzy chirurgów Leona Manteuffela i Stefana Wesołowskiego oraz pielęgniarki Barbarę Wardę i Irenę Dobrzańską. Te ostatnie zostały skierowane do pracy w niemieckim punkcie sanitarnym przy ul. Górczewskiej 53.
6 sierpnia niemiecki punkt sanitarny wraz z obiema polskimi pielęgniarkami został przeniesiony do gmachu Szpitala Wolskiego. Tymczasem dr Zbigniew Woźniewski, który jako jeden z nielicznych lekarzy ocalał z przeprowadzonej poprzedniego dnia masakry, przy pomocy kilku ocalałych pracownic oraz personelu doprowadzonego 6 sierpnia ze spalonego Szpitala Dziecięcego Karola i Marii zdołał wznowić działalność Szpitala Wolskiego. Początkowo zapewniano opiekę pacjentom, których poprzedniego dnia Niemcy nie wypędzili ze szpitala oraz opatrywano ocalałych z rzezi mieszkańców Woli. Później zaczęto także udzielać pomocy wypędzanej z miasta ludności cywilnej, której kolumny Niemcy gnali ulicą Wolską w kierunku Dworca Zachodniego. W chwilach wolnych od pracy w niemieckim punkcie sanitarnym Warda włączała się w prace polskiego szpitala.
Przebywała w Szpitalu Wolskim do 25 sierpnia, po czym wraz z niemieckim punktem sanitarnym przeniesiono ją do Szpitala Maltańskiego przy ul. Senatorskiej. W miarę możliwości starała się wracać na ul. Płocką, niekiedy przynosząc ze sobą lekarstwa i środki opatrunkowe zabrane ze Szpitala Maltańskiego.
W pewnym momencie na prośbę dwóch młodocianych Polaków (przymusowych robotników) udała się do piwnicy w jednej z kamienic stojących nieopodal szpitala, aby znaleźć dla nich bieliznę na zmianę. Niemcy nabrali jednak podejrzeń, że przekazywała informacje powstańcom, którzy tej samej nocy dokonali wypadu na niemieckie pozycje przy pl. Bankowym. W konsekwencji oskarżono ją o szpiegostwo i postawiono przed niemieckim sądem wojennym. Dzięki zeznaniom niemieckiego podoficera, który jako naoczny świadek potwierdził, że udała się do piwnic wyłącznie w poszukiwaniu odzieży, sąd wydał wyrok uniewinniający.
Około 10 września przeniosła się wraz z niemieckim punktem sanitarnym do Szpitala PCK przy ul. Smolnej na Powiślu. 13 września została zwolniona przez Niemców z obowiązku pracy i powróciła na stałe do Szpitala Wolskiego.
Po powrocie na ul. Płocką zajmowała się przede wszystkim sprawami związanymi z aprowizacją szpitala oraz ewakuacją pacjentów, między innymi wyjeżdżając wozem konnym do Pruszkowa po dostawy chleba. Zajmowała się także przenoszeniem rannych i chorych z zamienionego w obóz przejściowy kościoła św. Wojciecha do Szpitala Wolskiego. 23 września wbrew zakazom gestapowców z tzw. Sonderkommando „Spilker” wydostała stamtąd 13 jeńców – żołnierzy AK. Zostali oni następnie upozorowani na cywilnych pacjentów, po czym jeszcze tego samego dnia niemal wszystkich, poza dwoma w najcięższym stanie, ewakuowano z miasta.
Pod koniec października 1944 roku Szpital Wolski został ewakuowany z Warszawy. Przez następnych kilka miesięcy pracowała w jednej z jego filii, którą zorganizowano w podwarszawskim Pszczelinie (okolice Brwinowa).

### Losy powojenne
18 stycznia 1945 roku, na wieść o rozpoczęciu sowieckiej ofensywy i ucieczce Niemców z Warszawy, wraz z grupą pracowników Szpitala Wolskiego udała się pieszo do zrujnowanej stolicy. Dotarli tam następnego dnia.
Po wojnie nadal pracowała w Szpitalu Wolskim. Doktor Janina Misiewicz zaproponowała jej objęcie stanowiska przełożonej pielęgniarek, jednakże Warda postanowiła kontynuować rozpoczęte w czasie okupacji studia medyczne (łącząc je przy tym z pracą w szpitalu jako instrumentariuszka). W 1950 roku uzyskała dyplom lekarski na Wydziale Lekarskim Uniwersytetu Warszawskiego. 
Po ukończeniu studiów nadal pracowała w Szpitalu Wolskim – najpierw na stanowisku asystentki, a od 1957 roku jako starsza asystentka zajmująca się chirurgią i anestezjologią. Ponadto w 1953 roku przez dziewięć miesięcy była anestezjologiem w szpitalu PCK w Korei Północnej.
W latach 1960–1962 pracowała w Szpitalu Bielańskim na stanowisku kierownika bloku operacyjnego. Następnie pracowała w Instytucie Onkologii im. Marii Skłodowskiej-Curie. W 1973 roku przeszła na emeryturę, niemniej do 1992 roku pracowała w placówce pogotowia ratunkowego przy ul. Hożej w Warszawie.
Była członkinią: Towarzystwa Lekarskiego Warszawskiego, Polskiego Towarzystwa Pielęgniarskiego, Towarzystwa Chirurgów Polskich, Koła Absolwentek Warszawskiej Szkoły Pielęgniarstwa, Towarzystwa Przyjaciół Ziemi Kutnowskiej, Polskiego Towarzystwa Tatrzańskiego i Towarzystwa Przyjaciół Łazienek Królewskich. Przez 35 lat była prezesem Koła PTTK Przyjaciół Ziemi Gostynińskiej w Warszawie.
Zmarła 27 lutego 1999 roku. Spoczęła na cmentarzu komunalnym Północnym w Warszawie (kwatera W-VII-13-5-5).
Jej pielęgniarski czepek jest jednym z eksponatów w Muzeum Powstania Warszawskiego.

## Ordery i odznaczenia
Nadano jej następujące ordery i odznaczenia:
- Krzyż Kawalerski Orderu Odrodzenia Polski (28 stycznia 1954)[22]
- Medal „Za udział w wojnie obronnej 1939”
- Warszawski Krzyż Powstańczy
- Srebrny Krzyż Zasługi
- Krzyż Armii Krajowej
- Medal 10-lecia Polski Ludowej (13 stycznia 1955)[23]
- Złota Honorowa Odznaka PTTK[5]
- Srebrna Odznaka honorowa „Za Zasługi dla Warszawy”
- Medal okolicznościowy „IV wieki Stołeczności Warszawy”

Otrzymała również odznaczenie północnokoreańskie.